# Joan D. Vinge

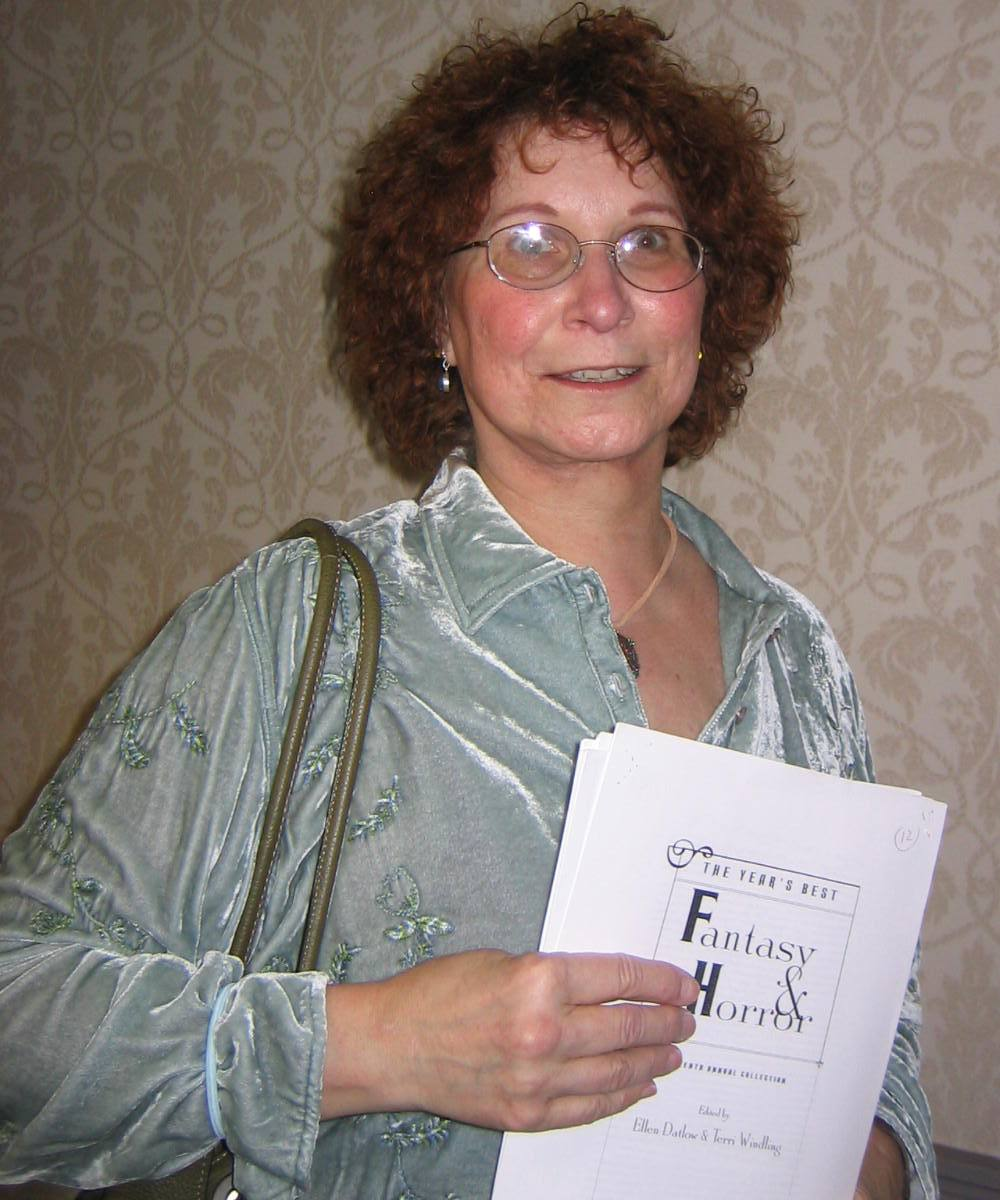
Joan D. Vinge 2005

Joan Carol Dennison Vinge (* 2. April 1948 in Baltimore, Maryland) ist eine US-amerikanische Science-Fiction-Autorin.

## Leben
Vinge studierte zunächst Kunst auf dem College, wechselte aber später ihr Hauptfach und erhielt 1971 ihren Bachelor in Anthropologie von der San Diego State University.
In erster Ehe war sie von 1972 bis 1979 mit dem Science-Fiction-Autor Vernor Vinge verheiratet. 1980 ehelichte sie den Science-Fiction-Herausgeber James Frenkel, mit dem sie zwei Kinder hat.
Ihre erste Erzählung Tin Soldier konnte sie 1974 in der Anthologiereihe Orbit 14 veröffentlichen. Weitere Geschichten folgten in verschiedenen Science-Fiction Magazinen wie Analog, Asimov’s Science Fiction und Omni sowie diversen Anthologien.
1978 erhielt sie für ihre Erzählung Eyes of Amber (deutsch: Bernsteinaugen) ihren ersten Hugo Award und 1981 für den Roman The Snow Queen (deutsch: Die Schneekönigin) einen weiteren Hugo sowie den Locus Award. 1979 wurde ihre Erzählung Fireship beim Analog Readers Poll ausgezeichnet. Ihr Roman Psion (1982) wurde von der American Library Association als eines der besten Bücher des Jahres für junge Erwachsene bezeichnet. Sie wurde für weitere Preise nominiert, so unter anderem für den John W. Campbell Best New Writer Award.
Neben den Romanzyklen Heaven's Belt, Snow Queen und Cat schrieb Vinge eine ganze Reihe von Romanfassungen. Ihr Return of the Jedi Storybook zu Die Rückkehr der Jedi-Ritter war für zwei Monate die Nummer eins auf der New York Times Book Review List und zugleich das bestverkaufte Hardcover-Buch 1983. Weitere Romanfassungen von Vinge sind unter anderem Der Wüstenplanet, Mad Max – Jenseits der Donnerkuppel und Der Tag des Falken
2002 erlitt Vinge bei einem schweren Autounfall eine Gehirnverletzung, die lange Jahre ihre schriftstellerische Arbeit beeinträchtigte. Erst 2011 erschien mit der Romanfassung zum Film Cowboys & Aliens wieder ein neues Buch von ihr.

## Werke

### Zyklen
Heaven's Belt / Himmels-Chroniken
- The Outcasts of Heaven's Belt, Signet / New American Library of Canada 1978, ISBN 0-451-08407-1
  - In den Trümmern des Himmelsystems, Moewig 1981, Übersetzer Joachim Körber, ISBN 3-8118-3545-9
- Legacy, in Binary Star No. 4, Dell 1980 (Novelle)
  - Vermächtnis, Bastei-Lübbe 1982, Übersetzer Rainer C. Baum, ISBN 3-404-23005-1

Snow Queen / Tiamat
- The Snow Queen, The Dial Press 1980, ISBN 0-8037-7739-6
  - Die Schneekönigin, Heyne 1983, Übersetzer Joachim Körber, ISBN 3-453-30880-8
- World's End, Bluejay Books 1984, ISBN 0-312-94468-3
  - Die Spur der Schneekönigin, Bastei-Lübbe 1984, Übersetzer Hans Wolf Sommer, ISBN 3-404-24062-6
- The Summer Queen, Warner Books 1991, ISBN 0-446-51397-0
  - Die Sommerkönigin: Der Wandel der Welt Teil 1, Heyne 1991, Übersetzerin  Ingrid Herrmann, ISBN 3-453-07237-5
  - Die Sommerkönigin: Der Wandel der Welt Teil 2, Heyne 1993, Übersetzerin  Ingrid Herrmann, ISBN 3-453-07238-3
- Tangled Up in Blue, Tor 2000, ISBN 0-312-87196-1

Cat
- Psion, Delacorte Press 1982, ISBN 0-440-06884-3
  - Psion, Heyne 1985, Übersetzer Joachim Körber, ISBN 3-453-31211-2
- Catspaw, Warner Books 1988, ISBN 0-446-51396-2
  - Katzenpfote, Heyne 1990, Übersetzer Alfons Winkelmann, ISBN 3-453-04303-0
- Dreamfall, Aspect / Warner Books 1996, ISBN 0-446-51627-9

### Romane nach Filmdrehbüchern
- Tarzan, King of the Apes, Random House 1983, ISBN 0-394-86212-0
- Return of the Jedi Storybook, Scholastic 1983, ISBN 0-590-32929-4
  - Star Wars – Die Rückkehr der Jedi-Ritter, Heyne 1984
- The Dune Storybook, Sphere 1984, ISBN 0-7221-8844-7
  - Der Wüstenplanet, Droemer-Knaur 1984, Übersetzerin Ute Mäurer, ISBN 3-426-19127-X
- Mad Max Beyond Thunderdome, Star 1985, ISBN 0-352-31798-1
  - Mad Max – Jenseits der Donnerkuppel, Bastei-Lübbe 1985, Übersetzer Jürgen Langowski, ISBN 3-404-13038-3
- Return to Oz, Del Rey / Ballantine 1985, ISBN 0-345-32207-X
  - Oz – eine fantastische Welt, Droemer-Knaur 1985, Übersetzerin Dinka Mrkowatschki, ISBN 3-426-01382-7
- Santa Claus: The Movie, Berkley Books 1985, ISBN 0-425-08385-3
  - Santa Claus – Eine unglaubliche Geschichte, Bastei-Lübbe 1987, Übersetzer Hans Keizer, ISBN 3-404-10640-7
- Ladyhawke, Piccolo 1985, ISBN 0-330-28872-5
  - Der Tag des Falken, Bastei-Lübbe 1985, Übersetzer Helmut Pesch, ISBN 3-404-13007-3
- Willow, Random House 1988, ISBN 0-394-89573-8
- Lost in Space, HarperPrism 1998, ISBN 0-06-105908-0
  - Lost in Space, Heyne 1998, Übersetzer Jürgen Langowski, ISBN 3-453-14803-7
- Cowboys and Aliens, Tor 2011, ISBN 978-0-7653-6826-3
- 47 Ronin, Tor 2013, ISBN 978-0-7653-8019-7
  - 47 Ronin, Cross cult 2014, Übersetzerin Susanne Döpke, ISBN 978-3-86425-304-1

### Kurzgeschichtensammlungen
- Fireship, Dell 1978, ISBN 0-440-15794-3
  - Das Kind der Priesterin, Moewig 1982, Übersetzer Ilse Henckel und Wolfgang Eisermann, ISBN 3-8118-3570-X
- Eyes of Amber and Other Stories, Signet / New American Library 1979, ISBN 0-451-08863-8
  - Bernsteinaugen und Zinnsoldaten, Moewig 1983, Übersetzer Joachim Körber, ISBN 3-8118-3615-3
- Phoenix in the Ashes, Bluejay Books 1985, ISBN 0-312-94364-4

### Kurzgeschichten
Wird als Quelle nur Titel und Jahr angegeben, so findet sich die vollständige Angabe bei der entsprechenden Sammelausgabe.
- Tin Soldier (1974)
  - Deutsch: Der alte Zinnsoldat. Übersetzt von Rose Aichele. In: Wolfgang Jeschke (Hrsg.): Science Fiction Story Reader 13. Heyne Science Fiction & Fantasy #3685, 1980, ISBN 3-453-30605-8. Auch als: Der Zinnsoldat. Übersetzt von Joachim Körber. In: Bernsteinaugen und Zinnsoldaten. 1983.
- Mother and Child (1975)
  - Deutsch: Das Kind der Priesterin. In: Das Kind der Priesterin. 1982.
- The Peddler's Apprentice (1975, mit Vernor Vinge)
  - Deutsch: Der Lehrling des fahrenden Händlers. In: Wolfgang Jeschke (Hrsg.): Feinde des Systems. Heyne Science Fiction & Fantasy #3805, 1981, ISBN 3-453-30707-0.
- The Crystal Ship (1976)
  - Deutsch: Das Kristallschiff. In: H. J. Alpers (Hrsg.): Das Kristallschiff. Droemer Knaur (Knaur Science Fiction & Fantasy #5726), 1980, ISBN 3-426-05726-3. Auch in: Bernsteinaugen und Zinnsoldaten. 1983.
- To Bell the Cat (1977)
  - Deutsch: Der Sträfling. Übersetzt von Birgit Reß-Bohusch. In: Birgit Reß-Bohusch (Hrsg.): Isaac Asimovs Science Fiction Magazin 1. Folge. Heyne Science Fiction & Fantasy #3608, 1978. Auch als: Die Katze locken. Übersetzt von Joachim Körber. In: Bernsteinaugen und Zinnsoldaten. 1983.
- Eyes of Amber (1977)
  - Deutsch: Bernsteinaugen. Übersetzt von Rainer Zubeil. In: H. J. Alpers (Hrsg.): Bestien für Norn. Droemer Knaur (Knaur Science Fiction & Fantasy #5722), 1980, ISBN 3-426-05722-0. Auch als: Bernsteinaugen. Übersetzt von Joachim Körber. In: Bernsteinaugen und Zinnsoldaten. 1983.
- View from a Height (1978)
  - Deutsch: Blick aus der Höhe. In: Bernsteinaugen und Zinnsoldaten. 1983.
- Phoenix in the Ashes (1978)
  - Deutsch: Phoenix aus der Asche. Übersetzt von Joachim Körber. In: H. J. Alpers (Hrsg.): Science Fiction Almanach 1981. Moewig Science Fiction #3506, 1980, ISBN 3-8118-3506-8. Auch als: Phönix in der Asche. In: Virginia Kidd (Hrsg.): Futura. Heyne Science Fiction & Fantasy #3856, 1982, ISBN 3-453-30786-0.
- Fireship (1978)
  - Deutsch: Der elektronische Symbiont. In: Das Kind der Priesterin. 1982.
- Psiren (1980)
- The Storm King (1980)
  - Deutsch: Der Sturmkönig. In: Birgit Reß-Bohusch (Hrsg.): Isaac Asimovs Science Fiction Magazin 8. Folge. Heyne Science Fiction & Fantasy #3776, 1980, ISBN 3-453-30677-5.
- Voices from the Dust (1980) [also as by Joan Vinge]
- The Hunt of the Unicorn (1980)
- Exorcycle (1982)
  - Deutsch: Der Exorzyklus. Übersetzt von Rüdiger Hipp. In: Friedel Wahren (Hrsg.): Isaac Asimovs Science Fiction Magazin 16. Folge. Heyne Science Fiction & Fantasy #3940, 1982, ISBN 3-453-30866-2. Auch als: Exorzyklus. Übersetzt von Uwe Anton. In: Shawna McCarthy (Hrsg.): Isaac Asimov's Weltraum-Frauen 2. Ullstein Science Fiction & Fantasy #31129, 1986, ISBN 3-548-31129-6.
- Golden Girl and the Guardians of the Gemstones (1985, als Billie Randall)
- Santa Claus: The Movie Storybook (1985)
- Tam Lin (1985)
- Latter-Day Martian Chronicles (1990)
- Murphy's Cat (2000)